# Oryzopsis alpestris
Oryzopsis alpestris är en gräsart som beskrevs av Grig. Oryzopsis alpestris ingår i släktet Oryzopsis och familjen gräs. Inga underarter finns listade i Catalogue of Life.